# Tomasz Małyszek
Tomasz Małyszek (ur. 1971 we Wrocławiu) – polski germanista, tłumacz, nauczyciel akademicki, pisarz, profesor nadzwyczajny Uniwersytetu Wrocławskiego, dyrektor Instytutu Filologii Germańskiej, kierownik Zakładu Literatury Niemieckiej po 1945 r.

## Życiorys
Tomasz Małyszek urodził się we Wrocławiu w 1971 roku. Tu w 1989 roku rozpoczął studia germanistyczne na Uniwersytecie Wrocławskim, a następnie studia podyplomowe według programu MBA na Akademii Ekonomicznej (praca magisterska dotyczyła niemieckiego rynku obligacji w latach 90.). Studia doktoranckie na UWr. zakończył w 1997 roku obroną dysertacji pod kierunkiem prof. Wojciecha Kunickiego, która ukazała się jako książka – Die Internalisierung der Psychoanalyse in den literarischen Gestalten von Patrick Süskind und Sten Nadolny.
W 1998 roku otrzymał stypendium naukowe Fundacji na Rzecz Nauki Polskiej.
W 2001 roku został po raz pierwszy wyróżniony nagrodą Rektora Uniwersytetu Wrocławskiego za osiągnięcia naukowe (kolejne wyróżnienia w 2002 i 2003 roku).
W latach 2007–2010 realizował w ramach stypendium Fundacji Humboldta projekt naukowy poświęcony sztuce w literaturze (Wassermaler und Hungerkünstler: Kunst als Ding und Körper in der Literatur).
Członek polskiego Stowarzyszenia Humboldtczyków.

## Tłumaczenia
Od 1996 współpracuje z prof. Radosławem Kuliniakiem z Instytutu Filozofii Uniwersytetu Wrocławskiego przy przekładach tekstów filozofów niemieckiego oświecenia takich jak Moses Mendelssohn, Christian Garve czy Johann Heinrich Lambert. Zajmuje się również tłumaczeniem literatury pięknej oraz tekstów politycznych – V. Marcu Lenin (Machiavelli). Szkoła władzy z tomu zbiorowego Rewolucja konserwatywna w Niemczech 1918-1933. Jest również autorem lub współautorem przekładów wybranych dramatów G. Hauptmanna, które ukazały się we współpracy z prof. Wojciechem Kunickim w 1998 roku.

## Twórczość
Poza pracą naukową i translatorską zajmuje się twórczością literacką. Opublikował do tej pory trzy powieści: Światło i cień, Kraina pozytywek oraz Ambra. Baśń z Chin. Jedna z nich – Kraina pozytywek – została nominowana do Paszportu „Polityki”.
(…) to powieść w pełni dojrzała, o czym świadczy (…) rozmach epicki, problematyka i niezwykle zgrabna konstrukcja (cztery jednocześnie snute wątki przeplatające się wzajemnie i dążące do wspólnego finału). Autor nie stroni od filozofowania, a o konsumpcji nie będzie tu mowy. Pozytywka doskonale nadaje się na metaforę rzeczywistości okresu modernizmu. Ludzie dziewiętnastego wieku, rozkochani w machinach, tworzyli społeczeństwo, do którego opisu można było używać takich pojęć, jak tryby, mechanizmy, przyczyny i skutki. <<Kraina pozytywek>> traktuje właśnie o czasach, które w przeciwieństwie do dzisiejszych, <<elektronicznych>>, można by nazwać <<mechanicznymi>>.
Poza tym pisuje opowiadania do czasopism. W Krakowie oraz w Warszawie wystawiona została sztuka G. Hauptmanna Szczury w jego przekładzie literackim.

## Lista publikacji

### Książki
- Ästhetik der Psychoanalyse. Die Internalisierung der Psychoanalyse in den literarischen Gestalten von Patrick Süskind und Sten Nadolny, Wrocław 2000, s. 215, monografia;
- Romans Freuda i Gradivy. Rozważania o psychoanalizie, Wrocław 2002, s. 201, (wznowienie: Toruń 2013, s. 219) monografia;
- Ästhetik des Schmerzes. Literarisierung des Unbewußten im Schmerz von Moses Mendelssohn bis Carl Gustav Jung, Wrocław 2003, s. 370, monografia;
- Historyjka o Jungu i Filemonie. Rozważania estetyczne, Wrocław 2005, s. 168, monografia;
- Światło i cień, Warszawa 1996, s. 247, powieść;
- Kraina pozytywek, Warszawa 2001, s. 342, powieść;
- Literatura niemiecka w teorii i praktyce, Wrocław 2007, s. 171, podręcznik. (Wydanie I oraz wydanie II);
- Ambra. Baśń z Chin, Wałbrzych 2007, s. 164, powieść;
- Wassermaler und Hungerkünstler. Kunst als Ding und Körper in der Literatur, Berlin 2010, monografia;
- Światłopisanie. Film niemiecki 1895-2010, Wrocław 2013, s. 387, monografia;

### Tłumaczenia
- Mendelssohn, O oczywistości w naukach metafizycznych, tłumaczenie i opracowanie R. Kuliniak i T. Małyszek, Wrocław 1999, s. 132;
- J. H. Lambert, Rozprawa o Criterium veritatis, tłumaczenie i opracowanie R. Kuliniak i T. Małyszek, Wrocław 2001, s. 139;
- Ch. Garve, O granicach obywatelskiego posłuszeństwa oraz o różnicy pomiędzy teorią i praktyką w odniesieniu do dwóch rozpraw w „Berliner Monatsschrift”, tłum. R. Kuliniak i T. Małyszek, w: „Zbliżenia. Polska – Niemcy. Annäherungen. Polen – Deutschland”, Nr 3(24)1999, s. 49-56;
- Ch. Garve, Recenzja z „Krytyki czystego rozumu” Immanuela Kanta, (cz. 1), tłum. R. Kuliniak i T. Małyszek, w: „Zbliżenia. Polska – Niemcy. Annäherungen. Polen – Deutschland”, Nr 1(28)2001, s. 37-46;
- Ch. Garve, Recenzja z „Krytyki czystego rozumu” Immanuela Kanta, (cz. 2), tłum. R. Kuliniak i T. Małyszek, w: „Zbliżenia. Polska – Niemcy. Annäherungen. Polen – Deutschland”, Nr 2(29)2001, s. 55-63;
- Johann Georg Heinrich Feder, Zmieniona treść „Recenzji” Christiana Garvego z „Krytyki czystego rozumu” Immanuela Kanta, tłum. R. Kuliniak i T. Małyszek, w: „Zbliżenia. Polska – Niemcy. Annäherungen. Polen – Deutschland”, Nr 1(31)2002, s. 115-120;
- V. Marcu, Lenin (Machiavelli). Szkoła władzy, w: Rewolucja konserwatywna w Niemczech 1918-1933, pod red. Wojciecha Kunickiego, Poznań 1999, s. 469-481;
- Gerhart Hauptmann, Szczury, tłum. T. Małyszek, w: „Dramaty”, t. 2, Wrocław 1998, s. 131-211;
- Gerhart Hauptmann: A Pipa zatańczy, tłum. W. Kunicki, T. Małyszek, w: Dramaty, t. 2, s. 7-58;
- Gerhart Hauptmann: Dorota Angermann, tłum. W. Kunicki, T. Małyszek, w: Dramaty, t. 2, s. 215-287;
- Gerhart Hauptmann: Złota harfa, tłum. W. Kunicki, T. Małyszek, w: Dramaty, t. 2, s. 377-432;
- Gerhart Hauptmann: Magnus Garbe, tłum. W. Kunicki, T. Małyszek, w: Dramaty, t. 2, s. 435-484;
- Johann Heinrich Lambert, Alethiologie, cz. 2 z Nowego Organonu, tłum. Tomasz Małyszek i Radosław Kuliniak, w: Radosław Kuliniak, Problem Criterium veritatis w filozofii J.H. Lamberta (1728-1777), Kraków 2005, s. 206-304;
- Moses Mendelssohn, W kwestii: Co to znaczy oświecać?, w: Principia, tom XLIII-XLIV, Kraków 2005-2006, tłum. Tomasz Małyszek i Radosław Kuliniak, s. 227-230;
- Johann Jacob Engel, „Przedmowa” do mowy publicznej Mosesa Mendelssohna „Do przyjaciół Lessinga”, w: Moses Mendelssohn, Do przyjaciół Lessinga, Kraków 2006, tłum. Tomasz Małyszek i Radosław Kuliniak, s. 61-71;
- Moses Mendelssohn, Do przyjaciół Lessinga, Kraków 2006, tłum. Tomasz Małyszek i Radosław Kuliniak, s. 73-127;
- Johann Heinrich Lambert, O metodzie lepszego dowodzenia prawd metafizyki, teologii i moralności, Kraków 2008, tłum. Radosław Kuliniak i Tomasz Małyszek,s. 41-96;
- Moses Mendelssohn, Recenzja z Nowego Organonu Johanna Heinricha Lamberta, w: Johann Heinrich Lambert, O metodzie lepszego dowodzenia prawd metafizyki, teologii i moralności, Kraków 2008, tłum. Radosław Kuliniak i Tomasz Małyszek, s. 97-153;
- Chr. Wolff, Krótki wykład o matematycznej metodzie nauczania, w: „Oblicza filozofii XVII wieku”, tłum. T. Małyszek i R. Kuliniak, red. S. Janeczek, Lublin 2008, s. 256-271;
- G. W. Leibniz, Metody uniwersalnej syntezy i analizy, tłum. T. Małyszek i R. Kuliniak, w: "Idee. Studia nad strukturą i rozwojem pojęć filozoficznych", Nr XXII, Białystok 2010, s. 170-178;
- M. Mendelssohn, Godzinny poranne albo rozważania o istnieniu Boga (rozdz. XIII, XIV, i XV), tłum. T. Małyszek i R. Kuliniak, w: „Przegląd filozoficzno-literacki”, Nr 2 (27)/2010, s. 27-52;
- Johanna Georga Heinricha Federa zmieniona recenzja Christiana Garvego „Krytyki czystego rozumu”, przekład R. Kuliniak, T. Małyszek, w: Radosław Kuliniak, Spory filozoficzne Garvego z Kantem, Kraków 2012, s. 111-116;
- List Christiana Garvego do Immanuela Kanta z 13 lipca 1783 roku, przekład R. Kuliniak, T. Małyszek, w: Radosław Kuliniak, Spory filozoficzne Garvego z Kantem, Kraków 2012, s. 117-120;
- List Kanta do Garvego z 7 sierpnia 1783 roku, przekład R. Kuliniak, T. Małyszek, w: Radosław Kuliniak, Spory filozoficzne Garvego z Kantem, Kraków 2012, s. 121-126;
- Właściwa recenzja Christiana Garvego z pierwszego wydania „Krytyki czystego rozumu” Immanuela Kanta, w: Radosław Kuliniak, Spory filozoficzne Garvego z Kantem, Kraków 2012, s. 127-145;
- Moses Mendelssohn, Wybór pism filozoficznych, red. Radosław Kuliniak, Tomasz Małyszek, Wrocław 2013, s. 255.

### Opowiadania
- Pyłek z agnozji, w: „Twórczość”, 6/1994, s. 30-60;
- Pająk w Wersalu, w: „Twórczość”, 10/1996, s. 33-43;
- Krawiec, w: „Sycyna”, 9/1995, s. 8-9;
- Syjamskie bliźnięta, w: „Sycyna”, 37/1996, s. 8-9;
- O sztuce kamuflażu, w: „Dykcja”, 6/1997, s. 79-85;
- O samotności, w: „Dykcja”, 6/1997, s. 85-95;
- Parasol i różyczka, w: „Rita Baum”, nr 9/2005, s. 26-29;
- Postmodernista, w: „Rita Baum”, nr 9/2005, s. 29-31;
- Jonasz, w: „Studium. Pismo o nowej literaturze”, nr 5(59)/2006, s. 63-68;
- Wrocław jako pasaż, w: Wrocław literacki, pod red. Marty Kopij, Wojciecha Kunickiego, Thomasa Schulza, Wrocław 2007, s. 469-470.